# 다함께 퀴즈를

## 개요
다함께 퀴즈를은 1991년 12월 19일부터 1992년 3월 19일까지 방영된 퀴즈 프로그램이다.

## 기획 의도
전 분야의 생활 정보를 다큐멘터리의 형식으로 제작한 퀴즈 프로그램으로, 엽서 추첨 장소는 현장에서 진행한다.